# Protistologia

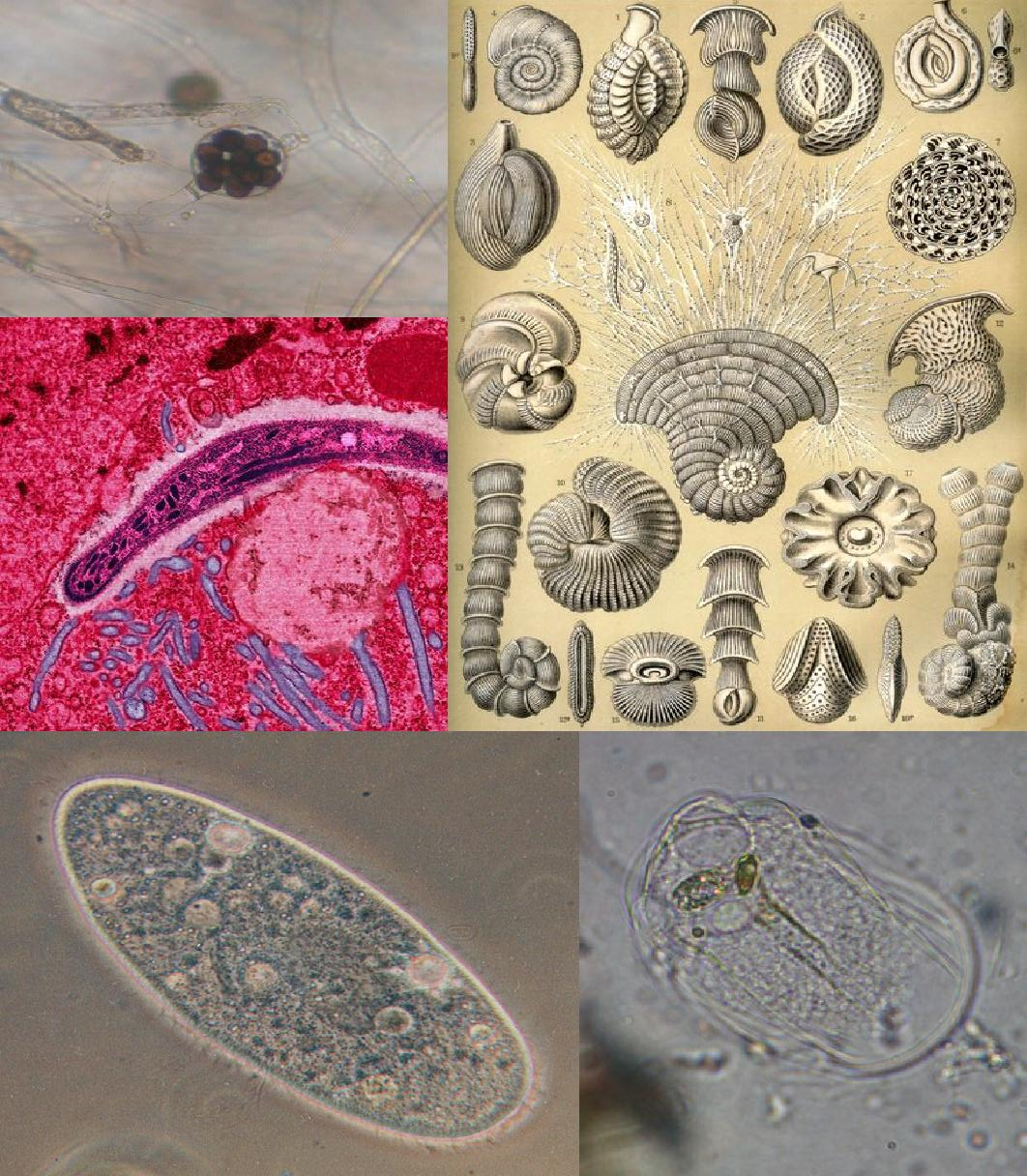
Exemplos de protistas

Protistologia é uma área de estudo científico da Biologia devotada ao estudo dos protistas, seres que já foram no passado agrupados no Reino Protista, porém, mostrou-se um grupo parafilético, desmembrado em vários outros Reinos, porém o nome derivado deste permaneceu. Hoje o antigo Reino Protista divide-se em vários Super-Reinos: Excavata, Amoebozoa, Opisthokonta, e "S.A.R." (Straminopiles, Alveolata e Rhizaria).
Os protistas que possuem cloroplastos ou cianoplastos são estudados no ramo da Biologia denominado Ficologia. Todos os demais são estudados no ramo da Protozoologia, exceto as leveduras, que são objeto de estudo dos micologistas).
Revistas/periódicos dedicados ao tema:
- European Journal of Protistology (anteriormente Protistologica);[2]
- International Journal of Protistology (Acta Protozoologica);[3]
- Journal of Eukaryotic Microbiology (anteriormente Journal of Protozoology);[4]
- Protist (anteriormente Archiv für Protistenkunde);[5]
- Protistology.[6]